# Große Schlangennadel
Die Große Schlangennadel (Entelurus aequoreus) ist die einzige bekannte Art der Gattung Entelurus innerhalb der Seenadeln (Syngnathidae).

## Merkmale
Die Große Schlangennadel hat einen sehr langgezogenen, dünnen Körper und wird bis zu 60 Zentimeter lang. Die Schnauze mit dem oberständigen Maul ist röhrenförmig ausgezogen. Der Schwanz ist zu einem Wickelschwanz ausgebildet, der es dem Fisch ermöglicht, sich an Seegras festzuhalten. Der Rücken und die Flanken sind olivgrün bis grau gefärbt. Die weit hinten am Körper ansetzende Rückenflosse besitzt 37 bis 47 Flossenstrahlen, die nur sehr kurze Afterflosse und die paarigen Flossen sind vollständig reduziert. Die Schwanzflosse ist sehr klein ausgebildet und besitzt nur 4 bis 9 Flossenstrahlen.

## Verbreitung
Die Große Schlangennadel lebt an den Küsten des östlichen Atlantischen Ozeans von Nordskandinavien und Island bis Portugal sowie der Nord- und der westlichen Ostsee. Auch von der Küste der Azoren ist die Art bekannt.

## Lebensweise
Die Fische leben vor allem an seichten Küsten in Seegras- und Tangwiesen in Tiefen von 5 bis 100 Metern, wobei sie sich im Regelfall am Boden zwischen dem Tang aufhalten und durch ihre Form gut getarnt sind. Sie ernähren sich vor allem von Kleinkrebsen und Fischlaich, die sie mit dem röhrenartigen Maul aufsaugen.
Von Juni bis Juli laichen die Rogner, wobei sie etwa 400 bis 1000 Eier mit Hilfe ihrer verlängerten Genitalpapille an die Bauchseite des Männchens anheften. Die Männchen befruchten die Eier und tragen sie, bis die Jungfische schlüpfen. Die Jungfische besitzen im Gegensatz zu den ausgewachsenen Fischen Brustflossen, die in der Entwicklung rückgebildet werden. Sie leben pelagisch und jagen Kleinkrebse im Zooplankton.

## Systematik
Die Große Schlangennadel ist die einzige anerkannte Art der Gattung Entelurus innerhalb der Seenadeln (Syngnathidae).

## Belege